# Industrie- und Hafenbahn Heilbronn
| Strecke |     | von Heilbronn Hbf (Stammgleis 1)                                    | von Heilbronn Hbf (Stammgleis 1)                                    |
| Dienststation / Betriebs- oder Güterbahnhof                                                                        |     | Übergabegruppe Kleinäulein                                          | Übergabegruppe Kleinäulein                                          |
| Strecke quer (außer Betrieb) · Abzweig geradeaus und ehemals nach rechts                                           |     | früher geplant: Stammgleis 5 in die Christophstr.                   | früher geplant: Stammgleis 5 in die Christophstr.                   |
| Strecke von links · Abzweig geradeaus und nach rechts · Strecke (außer Betrieb)                                    |     | Stammgleis 3                                                        | Stammgleis 3                                                        |
| Bahnübergang · Bahnübergang · Bahnübergang                                                                         |     | Industrieplatz                                                      | Industrieplatz                                                      |
| Strecke · Abzweig geradeaus und ehemals von links · Strecke nach rechts (außer Betrieb)                            |     | Stammgleis 2 in die Weipertstr.                                     | Stammgleis 2 in die Weipertstr.                                     |
| Abzweig mit U-Bahn geradeaus und von rechts · Strecke nach links · Strecke von rechts                              |     | Stadtbahn Heilbronn von Harmonie (Gleisverschlingung)               | Stadtbahn Heilbronn von Harmonie (Gleisverschlingung)               |
| S-Bahn-Halt · Strecke                                                                                              | 1,5 | Industrieplatz (nur Stadtbahn)                                      | Industrieplatz (nur Stadtbahn)                                      |
| Strecke · Abzweig geradeaus und nach links                                                                         |     | Glan (W25)                                                          | Glan (W25)                                                          |
| Abzweig mit U-Bahn geradeaus und nach links · Strecke                                                              |     | Stadtbahn Heilbronn nach Hans-Rießer-Straße                         | Stadtbahn Heilbronn nach Hans-Rießer-Straße                         |
| Abzweig ehemals geradeaus und nach rechts · Strecke                                                                |     | Glan W. Wüst (W43)                                                  | Glan W. Wüst (W43)                                                  |
| Strecke (außer Betrieb) · Abzweig geradeaus und von links                                                          |     | Glan (W26)                                                          | Glan (W26)                                                          |
| Abzweig geradeaus und nach rechts (Strecke außer Betrieb) · Strecke                                                |     | Glan (W44)                                                          | Glan (W44)                                                          |
| Strecke (außer Betrieb) · Abzweig geradeaus und von links                                                          |     | Glan BayWa (mit Verbindung zur Hafenbahn) (W29)                     | Glan BayWa (mit Verbindung zur Hafenbahn) (W29)                     |
| Bahnübergang (Strecke außer Betrieb) · Strecke                                                                     |     | Brüggemannstraße                                                    | Brüggemannstraße                                                    |
| Strecke (außer Betrieb) · Strecke von links · Abzweig geradeaus und nach rechts                                    |     | Stammgleis 4 (W30) (seit etwa 2014)                                 | Stammgleis 4 (W30) (seit etwa 2014)                                 |
| |     |                                                                     |                                                                     |
| Strecke (außer Betrieb) · Strecke · Abzweig geradeaus und nach links                                               |     | Glan Südwestdeutsche Salzwerke (mit Verbindung zur Hafenbahn) (W31) | Glan Südwestdeutsche Salzwerke (mit Verbindung zur Hafenbahn) (W31) |
| |     |                                                                     |                                                                     |
| Abzweig geradeaus und nach rechts (Strecke außer Betrieb) · Strecke · Strecke                                      |     | Glan (W49)                                                          | Glan (W49)                                                          |
| Strecke (außer Betrieb) · Abzweig geradeaus und nach links · Strecke                                               |     | Glan MAN Wolffkran                                                  | Glan MAN Wolffkran                                                  |
| Strecke (außer Betrieb) · Kreuzung mit U-Bahn · Strecke                                                            |     | Stadtbahn von Hans-Rießer-Straße                                    | Stadtbahn von Hans-Rießer-Straße                                    |
| Abzweig ehemals geradeaus, ehemals nach links und von links · Abzweig nach rechts und ehemals von rechts · Strecke |     | früherer Beginn von Stammgleis 4 am Stammgleis 3                    | früherer Beginn von Stammgleis 4 am Stammgleis 3                    |
| Strecke · Abzweig geradeaus und nach rechts (Strecke außer Betrieb) · Strecke                                      |     | Glan                                                                | Glan                                                                |
| Abzweig geradeaus und von rechts · Strecke (außer Betrieb) · Strecke                                               |     | Glan (W51)                                                          | Glan (W51)                                                          |
| Strecke · Strecke (außer Betrieb) · Abzweig geradeaus und nach rechts (Strecke außer Betrieb)                      |     | Glan Fiat                                                           | Glan Fiat                                                           |
| Strecke · Strecke (außer Betrieb) · Abzweig geradeaus und nach links (Strecke außer Betrieb)                       |     | Glan                                                                | Glan                                                                |
| Strecke · Strecke (außer Betrieb) · Strecke (außer Betrieb)                                                        |     | Glan Läpple I (Ende von Stammgleis 3)                               | Glan Läpple I (Ende von Stammgleis 3)                               |
| Abzweig geradeaus und ehemals von rechts · Strecke (außer Betrieb)                                                 |     | Glan (W52)                                                          | Glan (W52)                                                          |
| Abzweig geradeaus und von rechts · Strecke (außer Betrieb)                                                         |     | Glan W. Wüst (W53)                                                  | Glan W. Wüst (W53)                                                  |
| Strecke · Abzweig geradeaus und nach rechts (Strecke außer Betrieb)                                                |     | Glan                                                                | Glan                                                                |
| Kreuzung mit U-Bahn                                                                                                |     | Stadtbahn nach Neckarsulm                                           | Stadtbahn nach Neckarsulm                                           |
| Strecke nach links                                                                                                 |     | Glan Läpple II                                                      | Glan Läpple II                                                      |

| Strecke                                                                               |       | von Heilbronn Hbf (Stammgleis Neckar 1)                                  | von Heilbronn Hbf (Stammgleis Neckar 1)                                  |
| Abzweig geradeaus und nach links · Abzweig geradeaus und von rechts                   |       | Verbindungsgleis Süd (W164)                                              | Verbindungsgleis Süd (W164)                                              |
| Dienststation / Betriebs- oder Güterbahnhof · Strecke                                 |       | Übergabegruppe Neckar                                                    | Übergabegruppe Neckar                                                    |
| Abzweig geradeaus und von links · Strecke · Strecke                                   |       | Wassergleis (W260)                                                       | Wassergleis (W260)                                                       |
| Strecke · Strecke · Dienststation / Betriebs- oder Güterbahnhof                       |       | Kanalhafen                                                               | Kanalhafen                                                               |
| Strecke · Bahnübergang · Strecke                                                      |       | Kalistraße                                                               | Kalistraße                                                               |
| Strecke · Dienststation / Betriebs- oder Güterbahnhof · Strecke                       |       | Abstellgruppe Nord                                                       | Abstellgruppe Nord                                                       |
| Strecke · Abzweig geradeaus und nach links · Abzweig geradeaus und von rechts         |       | Verbindungsgleis Nord (W181)                                             | Verbindungsgleis Nord (W181)                                             |
| Strecke · Bahnübergang · Strecke                                                      |       | Wohlgelegen                                                              | Wohlgelegen                                                              |
| Abzweig geradeaus und nach rechts · Strecke                                           |       | Glan Total (W259)                                                        | Glan Total (W259)                                                        |
| Dienststation / Betriebs- oder Güterbahnhof · Strecke nach links · Strecke von rechts |       | Umfahrgruppe 2                                                           | Umfahrgruppe 2                                                           |
|                                                                                       |       |                                                                          |                                                                          |
| Abzweig geradeaus und nach rechts · Strecke                                           | 1,080 | Glan BayWa (mit Verbindung zur Industriebahn) (W255)                     | Glan BayWa (mit Verbindung zur Industriebahn) (W255)                     |
|                                                                                       |       |                                                                          |                                                                          |
| Strecke · Bahnübergang                                                                |       | Thomaswert                                                               | Thomaswert                                                               |
| Abzweig geradeaus und nach rechts · Strecke                                           |       | Glan Brüggemann (W203)                                                   | Glan Brüggemann (W203)                                                   |
| Dienststation / Betriebs- oder Güterbahnhof · Strecke                                 |       | Umfahrgruppe 1                                                           | Umfahrgruppe 1                                                           |
| Brücke über Wasserlauf · Strecke                                                      |       | Salzhafenbrücke                                                          | Salzhafenbrücke                                                          |
| Strecke · Betriebs-/Güterbahnhof Streckenanfang · Strecke                             |       | Container-Terminal                                                       | Container-Terminal                                                       |
| Strecke · Strecke nach links · Abzweig geradeaus und von rechts                       |       | (W190)                                                                   | (W190)                                                                   |
| Strecke · Brücke über Wasserlauf                                                      |       | Hafenbahnbrücke                                                          | Hafenbahnbrücke                                                          |
| Strecke nach links · Strecke quer · Abzweig geradeaus und von rechts                  | 2,426 | Stammgleis Neckar 2 (W250)                                               | Stammgleis Neckar 2 (W250)                                               |
| Strecke von links · Strecke quer · Abzweig geradeaus und nach rechts                  | 2,608 | Stammgleis Neckar 3 (W300)                                               | Stammgleis Neckar 3 (W300)                                               |
| Strecke · Strecke von links · Abzweig geradeaus und nach rechts                       |       | (W184)                                                                   | (W184)                                                                   |
| Strecke · Dienststation / Betriebs- oder Güterbahnhof · Strecke                       |       | Übergabegleise Salzwerk                                                  | Übergabegleise Salzwerk                                                  |
| Strecke · Strecke · Dienststation / Betriebs- oder Güterbahnhof                       |       | Umfahrgruppe Stadt                                                       | Umfahrgruppe Stadt                                                       |
|                                                                                       |       |                                                                          |                                                                          |
| Kreuzung · Abzweig geradeaus und von rechts · Strecke                                 | 0,300 | Glan Südwestdeutsche Salzwerke (mit Verbindung zur Industriebahn) (W186) | Glan Südwestdeutsche Salzwerke (mit Verbindung zur Industriebahn) (W186) |
|                                                                                       |       |                                                                          |                                                                          |
| Strecke · Abzweig geradeaus und nach links · Abzweig geradeaus und von rechts         |       |                                                                          |                                                                          |
| Strecke · Strecke                                                                     | 3,335 | Ende von Stammgleis 1                                                    | Ende von Stammgleis 1                                                    |
| Strecke · Betriebsstelle Streckenende                                                 |       | Glan EnBW I und II                                                       | Glan EnBW I und II                                                       |
| Abzweig geradeaus und nach links                                                      |       | Glan EnBW III                                                            | Glan EnBW III                                                            |
| Abzweig geradeaus und nach links · Strecke von rechts (außer Betrieb)                 | 0,562 | Stammgleis 4 (W402)                                                      | Stammgleis 4 (W402)                                                      |
| Strecke · Abzweig geradeaus und nach rechts (Strecke außer Betrieb)                   |       | Glan BayWa                                                               | Glan BayWa                                                               |
| Strecke · Abzweig geradeaus und nach rechts (Strecke außer Betrieb)                   |       | Glan                                                                     | Glan                                                                     |
| Strecke · Abzweig geradeaus und nach links (Strecke außer Betrieb)                    |       | Glan                                                                     | Glan                                                                     |
| Strecke · Abzweig geradeaus und nach rechts (Strecke außer Betrieb)                   |       | Glan                                                                     | Glan                                                                     |
| Abzweig geradeaus und nach links                                                      |       | Glan                                                                     | Glan                                                                     |
| Abzweig geradeaus und nach rechts                                                     |       | Glan                                                                     | Glan                                                                     |
| Strecke                                                                               |       |                                                                          |                                                                          |
| Abzweig geradeaus und nach links                                                      |       | Glan ThyssenKrupp Schulte (W311/T2)                                      | Glan ThyssenKrupp Schulte (W311/T2)                                      |
| Abzweig geradeaus und nach links                                                      |       | Glan TSR Recycling (W312/T4)                                             | Glan TSR Recycling (W312/T4)                                             |
| Betriebsstelle Streckenende                                                           |       | Glan Raiffeisen Kraftfutterwerke Süd                                     | Glan Raiffeisen Kraftfutterwerke Süd                                     |

Die Industrie- und Hafenbahn Heilbronn der Stadtwerke Heilbronn umfasst ein 23 km langes Gleisnetz im Heilbronner Industriegebiet Neckar und am Heilbronner Kanalhafen.

## Geschichte

### Industriebahn Kleinäulein
Das im Entstehen befindliche Industriegebiet Kleinäulein bedurfte dringend eines Anschlusses an das Netz der Königlich Württembergischen Staats-Eisenbahnen, um größere Unternehmen ansiedeln zu können. Dieses Industriegebiet sollte sich später zu dem größten zusammenhängenden in ganz Württemberg entwickeln. Daher wurden die Planungen für diese Industrieanschlussbahn im Heilbronner Gemeinderat bereits Anfang der 1880er Jahre vorangetrieben.
Hauptsächlicher Nutzer der Bahnanlagen sollte das Heilbronner Salzwerk werden. Jedoch orientierte sich die Geschäftsführung des Salzwerks eher in Richtung des Bahnhofs Neckarsulm, da dieser Anschluss schneller zu realisieren war und günstiger für den Verkehr neckarabwärts in Richtung des Rheins lag, wohin das Salzwerk überwiegend versandte. So wurde der 2,6 km lange Industrieanschluss des Salzwerks nach Neckarsulm 1886, vier Jahre vor dem Anschluss in Heilbronn, fertiggestellt. Aufgrund des starken Verkehrs mussten bereits 1897 Änderungen am Neckarsulmer Anschluss vorgenommen werden.
Am 22. Oktober 1886 erging ein Erlass der Königlichen Generaldirektion der Staatseisenbahnen, in dem mitgeteilt wurde, dass das Königliche Ministerium der Auswärtigen Angelegenheiten, Abteilung für Verkehrsanstalten, den Gleisabzweig im Bahnhof Heilbronn genehmigt habe. Durch zahlreiche Bauverzögerungen der Eisenbahnverwaltung konnte erst am 30. Januar 1890 der Betrieb offiziell aufgenommen werden. Seitens der Stadt Heilbronn wurden über 100.000 Mark für die Erstellung aufgewendet.
Nach Fertigstellung des Stammgleises übernahm die Staatseisenbahn die Betriebsführung. Im Auftrag der Stadt Heilbronn wurden die Rangierleistungen vom Anschluss an den Heilbronner Bahnhof bis zu der in den Verträgen mit den Anschließern vereinbarten Stelle von der Staatseisenbahn ausgeführt.
Am 3. Dezember 1896 wurde die Verbindung mit der Salzwerkbahn sowie der Anschluss zu einer Pumpstation (heute: Bürogebäude der Firma Brüggemann) fertiggestellt. Damit waren theoretisch durchgehende Fahrten von Heilbronn nach Neckarsulm durch das Industriegebiet möglich, was jedoch faktisch nie geschah.
Zum 31. Dezember 2009 lag die Gleislänge der Industriebahn bei 6 km.
- Übergabegruppe Kleinäulein: Besteht aus vier Gleisen mit einer Nutzlänge zwischen 286 und 645 m. Das Lade- und Rangiergleis ist zurzeit stillgelegt.

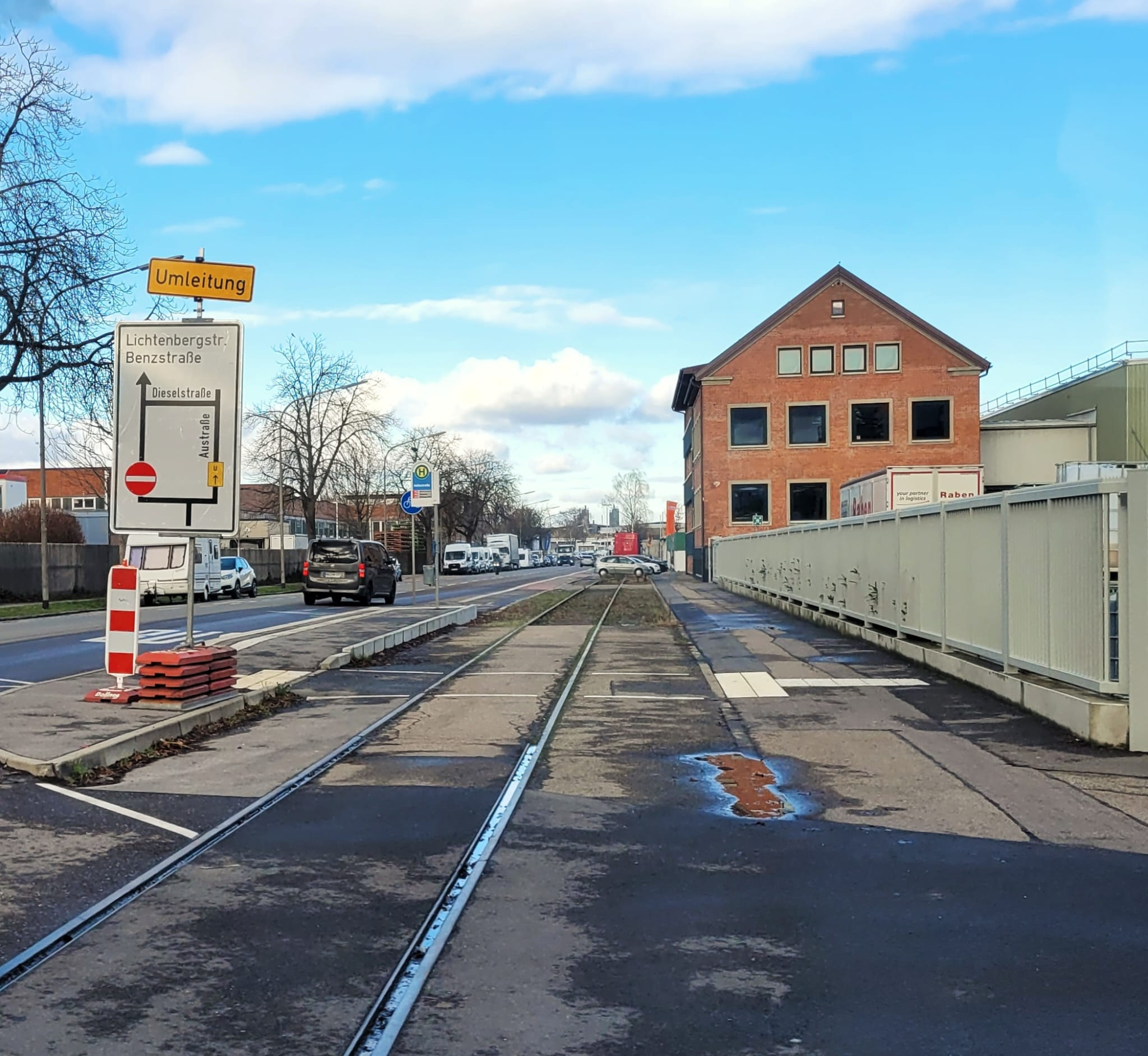
Stammgleis I in der Salzstraße (2025)

- Stammgleis I: Beginnt in der Gaswerkstraße ab der Übergabegruppe Kleinäulein und geht über den Industrieplatz durch die Salzstraße bis zum Ende der Gleise. In Höhe der Gottlieb-Daimler-Straße ist das Stammgleis I über ein Unternehmensgelände mit dem Stammgleis Neckar II der Hafenbahn verbunden. An der Salzgrundstraße zweigt ein Gleis zum Privatgleisanschluss der Salzwerke ab. Stammgleis I hat eine Nutzlänge von ca. 2,2 km.
- Stammgleis II (Abgebaut): Zweigte über eine Spitzkehre von Stammgleis I am Industrieplatz in die Weipertstraße ab und ging bis kurz vor den heutigen Europaplatz.
- Stammgleis III: Zweigt vor dem Industrieplatz von Stammgleis I in die Austraße ab und geht bis Gleisende Imlinstraße. Früher nur über Stammgleis II erreichbar gewesen, von dem es gerade über den Industrieplatz führte und Stammgleis I ebenerdig kreuzte. Stammgleis III hat eine Nutzlänge von rund 1,2 km.
- Stammgleis IV: Zweigt von Stammgleis III ab, verläuft in der Hans-Rießer-Straße und endet im Anschluss II Läpple. Stammgleis IV hat eine Nutzlänge von 425 m.[2]
- Stammgleis V (nicht verwirklicht): Dieses Stammgleis sollte von der Übergabegruppe Kleinäulein über eine Brücke parallel zu den Gleisen der Frankenbahn und zur Christophstraße verlaufen. Im Zuge der Baumaßnahmen für die Stadtbahn Nord wurde die Brücke am Sülmertor abgebrochen.

### Hafenbahn

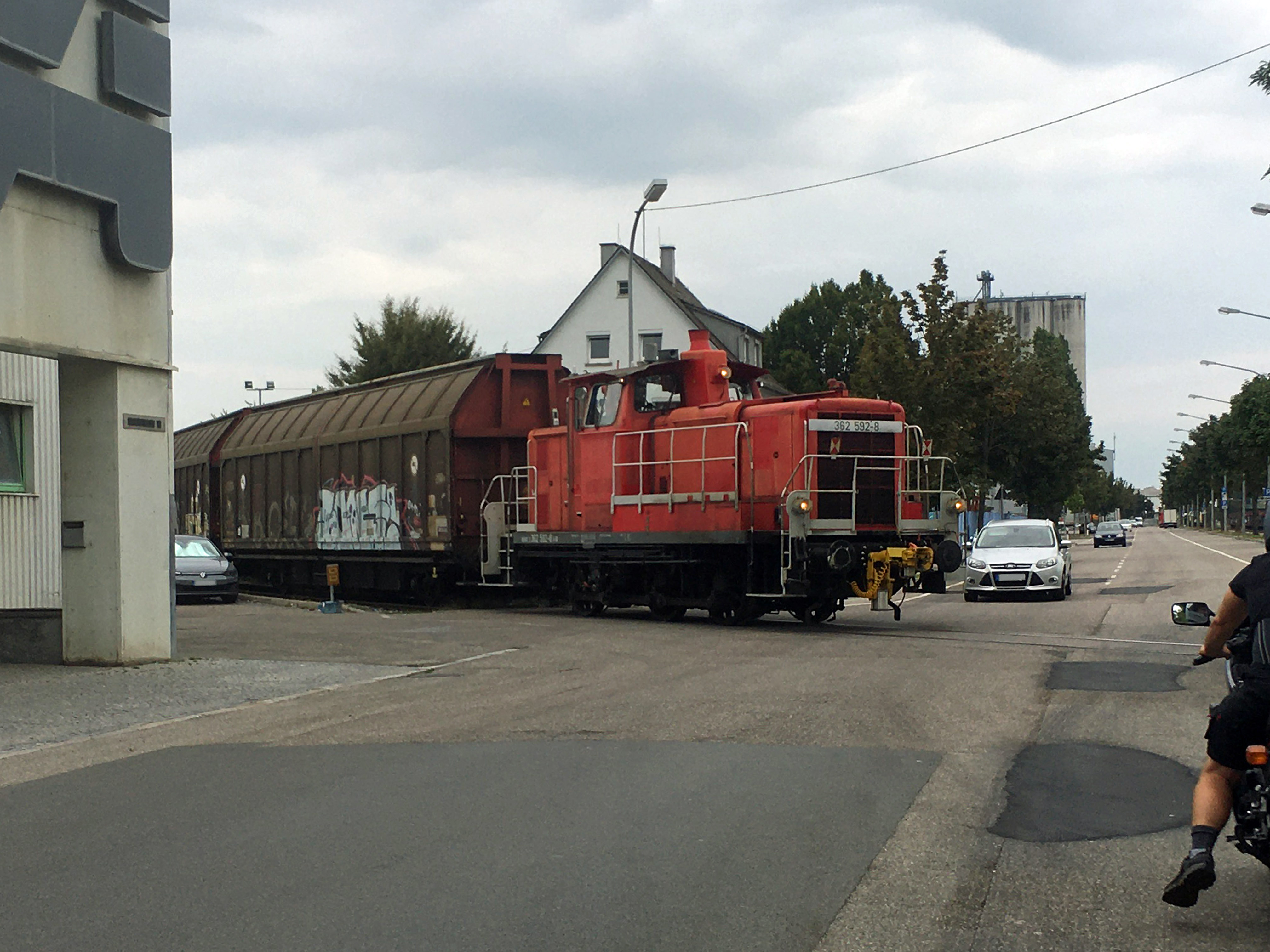
Hafenbahn in der Hafenstraße (2022)

Mit dem Bau des Heilbronner Kanalhafens 1935 wurden auch die Gleisanlagen der Hafenbahn errichtet. Sie sind an den Heilbronner Hauptbahnhof über eine Weiche am Stellwerk Hk angeschlossen. Die Gleise direkt am Kai des Kanalhafens werden durch ein Gleis über die Hafenstraße erschlossen. Am Kai liegen mehrere Gleise mit verschiedenen Aufgaben parallel. Das Gleis am Wasser dient überwiegend dem Verladen, das mittlere Gleis zur Durchfahrt und das Ladegleis zur Bereitstellung von Wagen. Verlade- und Durchfahrgleis gehören den Stadtwerken Heilbronn. Das Ladegleis gehört den jeweiligen Anschließern und wird auch von diesen unterhalten.
Auf der anderen Seite der Hafenstraße erstrecken sich sechs Gleise mit Nutzlängen von 430–670 m. Diese „Übergabegruppe Neckar“ wird zum Aufstellen von Wagen verwendet. Eines der sechs Gleise dient als Durchfahrgleis zum Stammgleis Neckar. Diese Übergabegruppe reicht bis zur Peter-Bruckmann-Brücke. Nach der Brücke folgen ein Bahnübergang und eine zweigleisige Übergabegruppe mit 200 m Nutzlänge. Hier endete ursprünglich die Hafenbahn. 1956 wurde die Hafenbahn über die Hafenbahnbrücke mit der Industriebahn und der Salzwerkbahn verbunden.
Durch den starken Anstieg des Frachtaufkommens wurde 1941 kurz vor der Peter-Bruckmann-Brücke ein zweites Verbindungsgleis zu den Hafengleisen errichtet. Dieses Gleis wurde in den 1980er Jahren stillgelegt und abgebaut. Das dritte Verbindungsgleis vor der Hafenbahnbrücke wurde im September 1942 fertiggestellt und verbindet noch heute die zweigleisige Übergabegruppe mit den Hafengleisen.
Die Stadtwerke Heilbronn GmbH kündigte im November 2015 an, in den folgenden drei Jahren drei Millionen Euro in die Hafenbahn investieren zu wollen, jedoch nicht in die Industriebahn, da diese seit Jahrzehnten nicht profitabel sei.
Die Gleislänge der Hafenbahn lag am 31. Dezember 2009 bei 17 km.

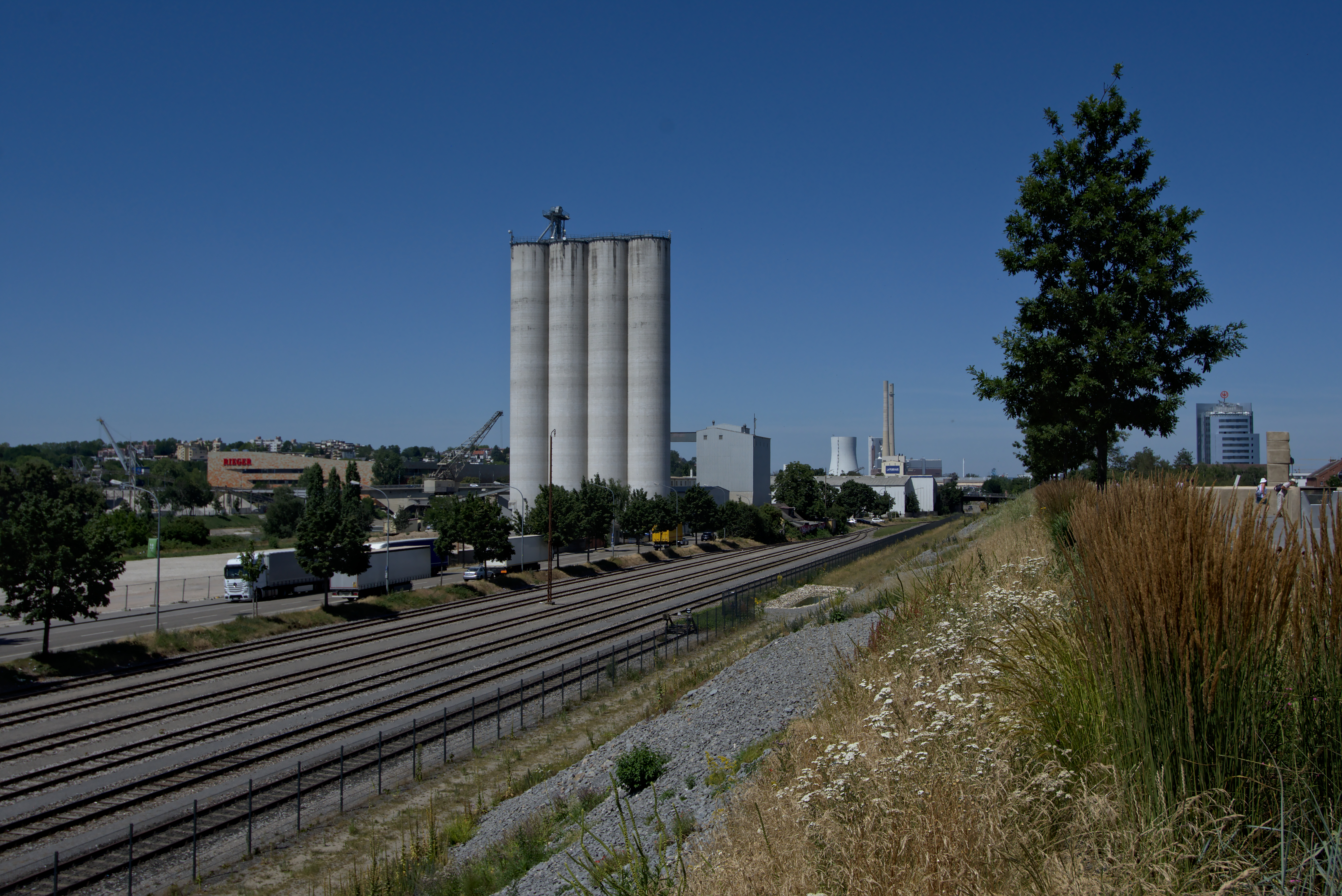
Übergabegruppe Neckar (2019)

- Übergabegruppe Neckar: Besteht aus sechs Gleisen mit einer Nutzlänge zwischen 410 und 670 m. Drei Gleise dienen als Rangiergleise, ein Gleis ist das Übergabegleis für Wagen zum Kanalhafen, ein Gleis ist Verkehrsgleis und gleichzeitig durchgehendes Stammgleis Neckar I und ein Gleis dient als Reserve.
- Stammgleis Neckar I: Das Gleis verläuft von der Übergabegruppe Neckar über die Hafenbahnbrücke und endet in einem Gleisanschluss der EnBW. Unter der Neckargartacher Brücke befinden sich die Abstellgruppe Salzwerk und die Umfahrgruppe Stadt mit jeweils zwei Gleisen, das Gleis zu den Salzwerken und etwas flussabwärts der Gleisanschluss der EnBW. Vor der Hafenbahnbrücke befindet sich die Abstellgruppe Nord mit zwei Abstellgleisen. Stammgleis Neckar I hat eine Nutzlänge von rund 3,3 km.
- Stammgleis Neckar II: Zweigt nach der Hafenbahnbrücke von Stammgleis Neckar I ab und ist nur über einen Fahrtrichtungswechsel zu erreichen. Über die Salzhafenbrücke am alten Neckar geht das Gleis bis vor die Karl-Nägele-Brücke. Hinter der Salzhafenbrücke verzweigt sich das Gleis in die zweigleisige Umfahrgruppe I mit jeweils rund 250 m Nutzlänge. Die Gleise führen wieder zusammen und teilen sich später nochmals in zwei Gleise zur Umfahrgruppe II auf, die hauptsächlich den Wagen des Unternehmens Brüggemann dient, mit einer Nutzlänge von rund 220 m. Über ein Unternehmensgelände in der Gottlieb-Daimler-Straße ist das Gleis über ein 400 m langes Verbindungsgleis an das Stammgleis I der Industriebahn angeschlossen. Wagen, die die Hafenbahnbrücke nicht passieren dürfen, müssen über die Industriebahn zu- und abgeführt werden. Stammgleis Neckar II hat eine Nutzlänge von 1,8 km.
- Stammgleis Neckar III: Dieses Gleis zweigt von Stammgleis Neckar I ab und führt in das Industriegebiet Osthafen, kreuzt dabei die Ohm-, Lichtenberger- und Dieselstraße. Entlang der Schwerlaststraße geht es in nördlicher Richtung am Westufer des Osthafens bis zu den drei Ladegleisen des Unternehmens Raiffeisen Kraftfutterwerke Süd GmbH. Stammgleis Neckar III hat eine Nutzlänge von rund 1,3 km.
- Stammgleis Neckar IV (zurzeit stillgelegt): Nach einem Abzweig von Stammgleis Neckar III kreuzt dieses Gleis etwas weiter westlich parallel zu Stammgleis III die Dieselstraße und weiter nördlich die Benzstraße. Stammgleis Neckar IV hat eine Nutzlänge von 852 m.
- Gleis Kanalhafen: Das Kanalhafengleis liegt am Kanalhafen-Kai zwischen der Eisenbahnbrücke und der Mündung des alten Neckars in den Kanal. Es wird durch zwei Verbindungsgleise mit Stammgleis Neckar I verbunden. Zum einen mit dem Verbindungsgleis Süd vor der Abstellgruppe Neckar in Höhe des östlichen Bretterwegs und zum anderen mit dem Verbindungsgleis Nord vor der Hafenbahnbrücke nach der Abstellgruppe Nord in der Hafenstraße. Am Kai liegen die Gleise N1 bis N3. N1 ist das Wassergleis, N2 das Verkehrsgleis und N3 das Ladegleis. Die Gleise N1 und N3 sind nur zum Teil befahrbar. Das Gleis N2 hat eine Nutzlänge von 1,9 km.[5]

## Verkehr
Aktuell befahren zwei Eisenbahnverkehrsunternehmen die Gleisanlagen. Täglich finden sechs bis zehn Fahrten statt.
Die Hauptgütergruppen sind Kohle, mineralische Rohstoffe (z. B. Salz), Diesel, Stahl, Schrott, Baustoffe sowie Bauteile für die Kfz-Industrie. Vereinzelt auch Schwertransporte wie Großtransformatoren für das Kraftwerk Heilbronn.
| Jahr | Wagen  | Güter in t |
| ---- | ------ | ---------- |
| 2012 | 6.786  | 247.0001   |
| 2011 | 6.873  | 258.0001   |
| 2010 | 5.271  | 208.0001   |
| 2009 | 3.870  | 156.0001   |
| 2008 | 4.458  | 182.0001   |
| 2007 | 3.614  | 165.0001   |
| 2006 | 3.614  | 148.0001   |
| 2005 | 4.291  | 171.0001   |
| 2004 | 4.449  | 179.0001   |
| 2003 | 2.134  | 86.0001    |
| 2002 | 1.936  | 80.0001    |
| 2001 | 1.572  | 63.0001    |
| 2000 | 1.678  | 65.0001    |
|      |        |            |
| 1960 | 27.614 | 635.0001   |

| Jahr | Wagen   | Güter in t |
| ---- | ------- | ---------- |
| 2012 | 20.199  | 822.015    |
| 2011 | 20.986  | 876.975    |
| 2010 | 17.702  | 741.245    |
| 2009 | 16.121  | 675.390    |
| 2008 | 19.670  | 880.995    |
| 2007 | 24.016  | 1.100.500  |
| 2006 | 24.876  | 1.172.470  |
| 2005 | 16.0001 | 662.0001   |
| 2004 | 17.0001 | 724.0001   |
| 2003 | 12.0001 | 535.0001   |
| 2002 | 9.0001  | 357.0001   |
| 2001 | 11.0001 | 435.0001   |
| 2000 | 11.0001 | 451.0001   |
|      |         |            |
| 1960 | 45.0001 | 1.042.0001 |

| Jahr | Wagen  | Güter in t |
| ---- | ------ | ---------- |
| 2012 | 4.029  | 161.160    |
| 2011 | 3.984  | 159.500    |
| 2010 | 4.128  | 165.130    |
| 2009 | 3.834  | 153.390    |
| 2008 | 2.603  | 104.310    |
| 2007 | 402    | 16.340     |
| 2006 | 8102   |            |
| 2005 | 1.9272 |            |

1 Auf 1.000 gerundet

2 Aus Geschäftsbericht 2012 der Stadtwerke Heilbronn